# ウィットン・タイガー
ウィットン・タイガー（Witton tiger ）とは、1960年代末から1970年代にかけてカナダのちに米国で製作されたロードスター。

## 解説
レオナルド・ウィットンが設計。英国製ロードスターのよい点をひとつにする車を目標に、カナダで1969年と1972年にそれぞれ1台が製作される。最初のエンジンはフォード・マスタングのものを使用。
のちウィットンは米国ワシントン州に移住しキットカービジネスに参入。フロントエンジン、リアエンジンが選択可能で、リアエンジンを選択するとフォルクスワーゲンかポルシェの空冷が使われた。
『タイガー』という車名は1970年代後半のみに使用されたが、レオナルド・ウィットンのものではない。同じワシントン州でレオナルド・ウィットンに無許可で同様のロードスターの製作・販売をはじめた『サラブレッド・カーズ・インク』（Thoroughbred Cars Inc. ）が『タイガー・ロードスター』の製作を始めた際に用いた車名。サラブレッド・カーズ・インクは許可を得ておらず、レオナルド・ウィットンが訴訟で勝ち製造をやめている。
製造をやめたタイガーのボディは英国人ピーター・ゴウイング（Peter Gowing ）により購入され、英国でモーア（Mohr ）を設立しロードスター系車両『マーリン』の製作をおこなう。